# Chodsigoa parca
Espèce
Statut de conservation UICN

 LC  : Préoccupation mineure
Chodsigoa parca est une espèce de petits mammifères insectivores de la famille des Soricidae.

## Répartition
Cette musaraigne se rencontre en Birmanie, en Chine, au Thaïlande et au Viêt Nam.

## Liste des sous-espèces
Selon GBIF (22 juin 2023) :
- Chodsigoa parca furva Anthony, 1941
- Chodsigoa parca lowei Osgood, 1932
- Chodsigoa parca parca Allen, 1923

## Systématique
Le nom valide complet (avec auteur) de ce taxon est Chodsigoa parca G.M. Allen, 1923.
Cette espèce est initialement décrite en 1923 par le zoologiste américain Glover Morrill Allen (1879-1942) comme étant une sous-espèce de Chodsigoa smithii sous le protonyme Chodsigoa smithii parca. En 1985, le zoologiste américain Robert S. Hoffmann (d) (1929-2010) élève cette sous-espèce au rang d'espèce à part entière sous son taxon actuel, Chodsigoa parca,.
Chodsigoa parca a pour synonyme :
- Soriculus parca (G.M.Allen, 1923)[2]
- Chodsigoa smithii parca G.M.Allen, 1923[5]

## Publication originale
- (en) Glover M. Allen, « New Chinese insectivores », American Museum Novitates, New York, Musée américain d'histoire naturelle, vol. 100,‎ 28 décembre 1923, p. 1-11 (ISSN 0003-0082 et 1937-352X, OCLC 47720325, lire en ligne).